# François II de Lorraine
Pour les articles homonymes, voir François II et François de Lorraine.
François II, duc de Lorraine et de Bar, né à Nancy le 27 février 1572, mort le 14 octobre 1632, est duc de Lorraine et de Bar du 21 au 26 novembre 1625.

## Un cadet talentueux
Sixième enfant et troisième fils du duc Charles III et de Claude de France, il est d'abord titré comte de Vaudémont. En 1575, la duchesse Claude s'éteint tandis que le roi Henri III de France épouse une cousine de la branche cadette Louise de Vaudémont.
Petit-fils d'Henri II de France et de Catherine de Médicis, il est un proche parent des derniers Valois. Prince de Lorraine, il est le beau-frère de l'électeur Maximilien Ier de Bavière et du grand-duc de Toscane Ferdinand Ier de Médicis et un cousin des membres de la Maison de Guise qui s'est installée en France. 
Confronté à la faiblesse de son héritier, le futur Henri II de Lorraine, le duc Charles III nomme son fils cadet lieutenant-général des États ducaux pendant les voyages qui le menaient en France, en 1594 afin de conclure la paix avec le roi Henri IV de France. La paix avec la France permet au jeune comte de Vaudémont de devenir gouverneur et lieutenant-général du roi de France dans les villes sous protectorat français de fait depuis 1552,Toul et Verdun.
Il est un temps généralissime de la république de Venise et demande en vain la main de la nièce du grand-duc de Toscane, Marie de Médicis (qui épousa Henri IV de France).
De retour dans les duchés, il y épouse en 1597 Christine, comtesse héritière de Salm qui lui apporte en dot la souveraineté du comté de Salm, une fortune considérable et lui donne six enfants.
De septembre à octobre 1606, il effectue également pour son père un voyage diplomatique en Angleterre.

## La mort du père
En 1608, le duc Charles III s'éteint laissant le trône à son fils aîné Henri II. En 1608, également nait Nicole de Lorraine, première enfant viable du duc Henri. François et ses enfants ne sont plus héritiers des trônes ducaux.

## L'héritière de Lorraine
Déjà, le puissant roi de France songe à marier la future duchesse de Lorraine et de Bar à son fils le futur Louis XIII afin que Lorraine et Barrois passent naturellement et légitimement à la couronne de France. Le roi de France est assassiné en 1610. Sa veuve Marie de Médicis assume la régence et délaisse l'alliance lorraine pour l'alliance espagnole.
François espère que la future duchesse épousera son fils aîné Charles, le plus proche héritier en ligne masculine.
En 1620, le duc Henri II songe à marier sa fille et héritière qui a treize ans. Il fixe son choix sur son favori, le talentueux baron d'Ancerville, Louis de Guise. Malgré les nombreux talents du baron et bien qu'il soit apparenté à la maison de Lorraine, le choix du duc heurte les membres de la famille ducale, de la noblesse lorraine et de la cour souveraine ; en effet, le baron, fils adultérin du défunt cardinal de Guise, n'est pas un prince légitime.
Brouillé avec son frère et pour montrer sa désapprobation à l'Europe entière, le comte de Vaudémont et sa famille quittent les duchés et demandent sa protection à l'empereur.
Il rejoint l'armée impériale et combat les Protestants allemands. Son fils aîné, Charles, âgé d'à peine seize ans, se distingue à la bataille de la Montagne Blanche.
Un accord est conclu entre les deux frères : la fille du duc épouse son cousin Charles, fils de François. Les deux époux règneront conjointement, le prince de Vaudémont reconnaissant la primauté de son épouse. Pour ne pas léser le favori du duc, le comte de Vaudémont lui accorde la main de sa fille aînée, Henriette, (qui reçoit en 1629 les principautés de Phalsbourg et de Lixheim). Les deux mariages sont célébrés en 1621.

## Fils de duc, père de duc, duc
Le duc Henri II meurt le 31 juillet 1624, et, n'ayant pas de fils, il désigne pour lui succéder sa fille Nicole de Lorraine, mariée à Charles de Vaudémont, le fils aîné de François, en précisant que Charles tient son autorité de sa femme.
Une nouvelle dynastie est censée naître de mariage : la Maison de Lorraine-Vaudémont mais l'héritier tarde à venir.
Ainsi défini, commence le règne des co-souverains, une duchesse de seize ans et son mari de vingt ans. La jeune souveraine signe les décrets, son jeune époux les contresigne. Les pièces de monnaie montrent de profil au premier plan la souveraine, au second le co-duc.
Une telle situation gène le fringant et ambitieux jeune homme peu fait pour le métier de prince consort et qui préfèrerait régner seul. Son père, François, se résout à lui permettre d'arriver à ses fins.
Un testament du duc René II, le glorieux vainqueur du Téméraire - daté de 1506 et retrouvé fort à propos - spécifie que les duchés ne pouvaient se transmettre qu'en lignée masculine (cette loi salique, pour le duché de Lorraine, correspond à la tradition des seigneuries du St-Empire dont il relevait ; le duché de Bar s'était transmis deux fois par les femmes : par Yolande de Bar-Yolande d'Aragon-René d'Anjou, puis Yolande d'Anjou-René II et le duché de Lorraine par Isabelle Ire de Lorraine). La cour souveraine, favorable au comte de Vaudémont, attesta de l'authenticité du document et le prince François se trouva être le véritable héritier des duchés au détriment de sa nièce.
En novembre 1625, François de Vaudémont, s'appuyant sur ledit testament de René II, revendique les duchés. Les États Généraux de Lorraine estiment sa requête légitime. La duchesse Nicole et le duc Charles abdiquent et François de Vaudémont devient duc le 21 novembre 1625. Il quitte le comté de Salm et sa capitale Badonviller où il a soutenu la politique pro-catholique du rhingrave Othon-Henri co-comte de Salm, récemment converti, pour Nancy, en profite pour rembourser ses dettes avec les finances ducales. Cinq jours plus tard, il abdique en faveur de son fils, qui devient le seul duc Charles IV.
La duchesse douairière proteste en vain.
Charles IV en profite pour se séparer de son épouse Nicole, principale victime de cette conjuration politico-familiale. Ayant évincé son épouse, il tente en vain de faire annuler son mariage par le pape. A bout d'argument, il va jusqu'à prétendre que le baptême de Nicole n'est pas valide et fit condamner pour sorcellerie et brûler vif le prêtre qui a baptisé la princesse.

## Une retraite dorée
François, qui perd son épouse en 1627, se consacre à la gestion de ses comtés de Vaudémont et de Salm.
Il protége le compositeur Nicolas Signac qui lui dédie son recueil de psaumes publié en 1630, et peut-être également son troisième livre d'airs à quatre parties de 1625.
En 1632, les intrigues de son fils et sa politique étrangère désastreuse ayant indisposé le puissant voisin français, celui-ci fait envahir les duchés par son armée. L'occupation étrangère dure jusqu'à la fin du siècle et les populations des duchés souffrent grandement de l'inconséquence de leur duc que provoquent les ravages de la guerre de Trente Ans qui resteront tragiquement dans l'histoire grâce au graveur Lorrain Jacques Callot.
La même année, l'ex-duc François II de Lorraine et de Bar, comte de Vaudémont, marquis de Hattonchâtel, comte de  Salm, de Chaligny, baron de Viviers, Ruppes, Brandebourg, Turquestein et Monthureux-sur-Saône, s'éteint paisiblement dans son château de Badonviller à l'âge de soixante ans. Dans son testament, il précise qu'il n'avait « jamais eu l'ambition de porter la couronne en ce monde ».

## Mariage et enfants

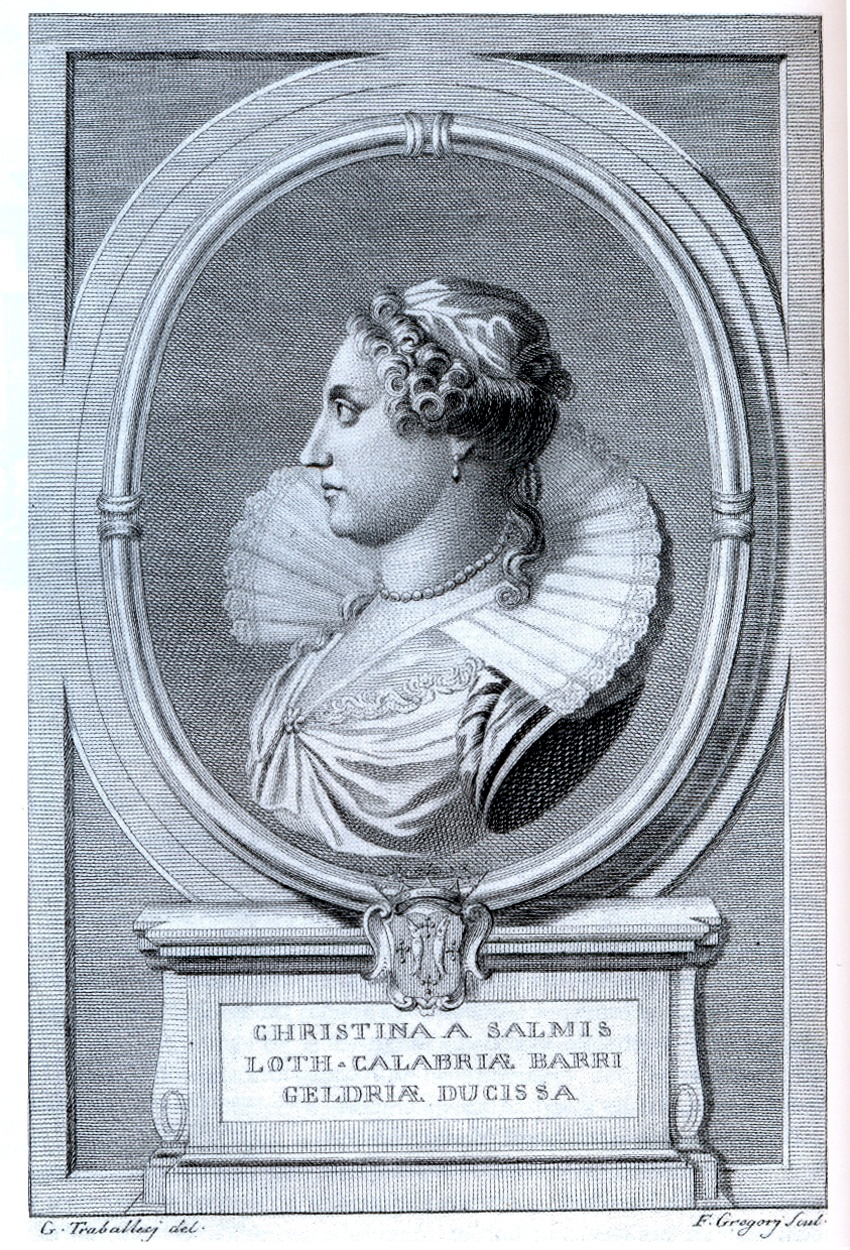
Christine de Salm

N'ayant pu épouser la richissime Marie de Médicis, il fait néanmoins un mariage lucratif en épousant le 12 mars 1597 la très riche Christine de Salm, fille de Paul de Salm et de Marie Le Veneur de Tillières (1575-1627).
Ils eurent :
- Henri (1602 † 1611), marquis de Hattonchâtel ;
- Charles IV (1604-1675) qui épouse :
  - en 1621 sa cousine Nicole Ire, duchesse de Lorraine et de Bar (1608-1657) fille de Henri II, duc de Lorraine et de Bar dont il cherche très vite à se séparer. Le pape ayant refusé d'annuler ce premier mariage, il répudia sous divers prétextes son épouse légitime pour épouser en 1637, Béatrix de Cusance, jeune et jolie veuve d'Eugène Léopold Perrenot de Granvelle, prince de Cantecroix.
  - puis en 1663, confirmation  du premier mariage d'avec Béatrix de Cusance (1614-1663),dont il eut deux enfants (légitimés mais non dynastes). Excommunié en 1642 pour cause de bigamie, il dut se séparer temporairement de Béatrix. Le duc accepta cette confirmation dans le but de légitimer ses enfants.
  - enfin en 1665, Marie-Louise d'Apremont (1651-1693), sa cadette de quarante-sept ans (sans postérité) ;

- Henriette (1605-1660), dame de Neufchâteau, Hombourg, St-Avold, Sampigny, mariée en 1621 à Louis de Guise († 1631), prince de Phalsbourg et Lixheim, puis en 1643 à Charles/Carlos Guasco marquis de Sallario et un peu plus tard à Christophe de Moura, enfin en 1652 à François-Joseph Grimaldi († 1693 ; son neveu Alexandre Grimaldi hérite de la principauté de Lixheim jusqu'à sa mort en 1702) ;

- Nicolas II François (1609-1670), cardinal, puis duc de Lorraine et de Bar ;

- Marguerite (1615-1672), mariée en 1632 à Gaston de France (1608-1660), duc d'Orléans ;

- Christine (1621-1622).

## Voir également

## Sources
1. ↑  Laurent Jalabert, Charles IV de Lorraine: 1604-1675: l'esprit cavalier, Paraiges, coll. « Terre d'entre-deux », 2021 (ISBN 978-2-37535-127-7)

- Henry Bogdan, La Lorraine des ducs, sept siècles d'histoire, Perrin, 2005 [détail des éditions] (ISBN 2-262-02113-9)
- Alexandre Martin, Le Pays Barrois, Géographie et Histoire, les Éditions du Bastion 1984